# Кесареве кесареві

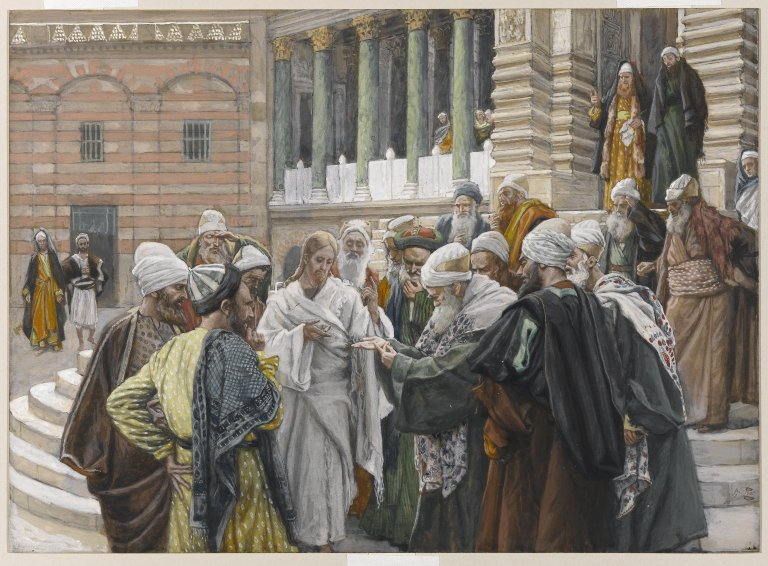
Малюнок Джеймса Тіссо

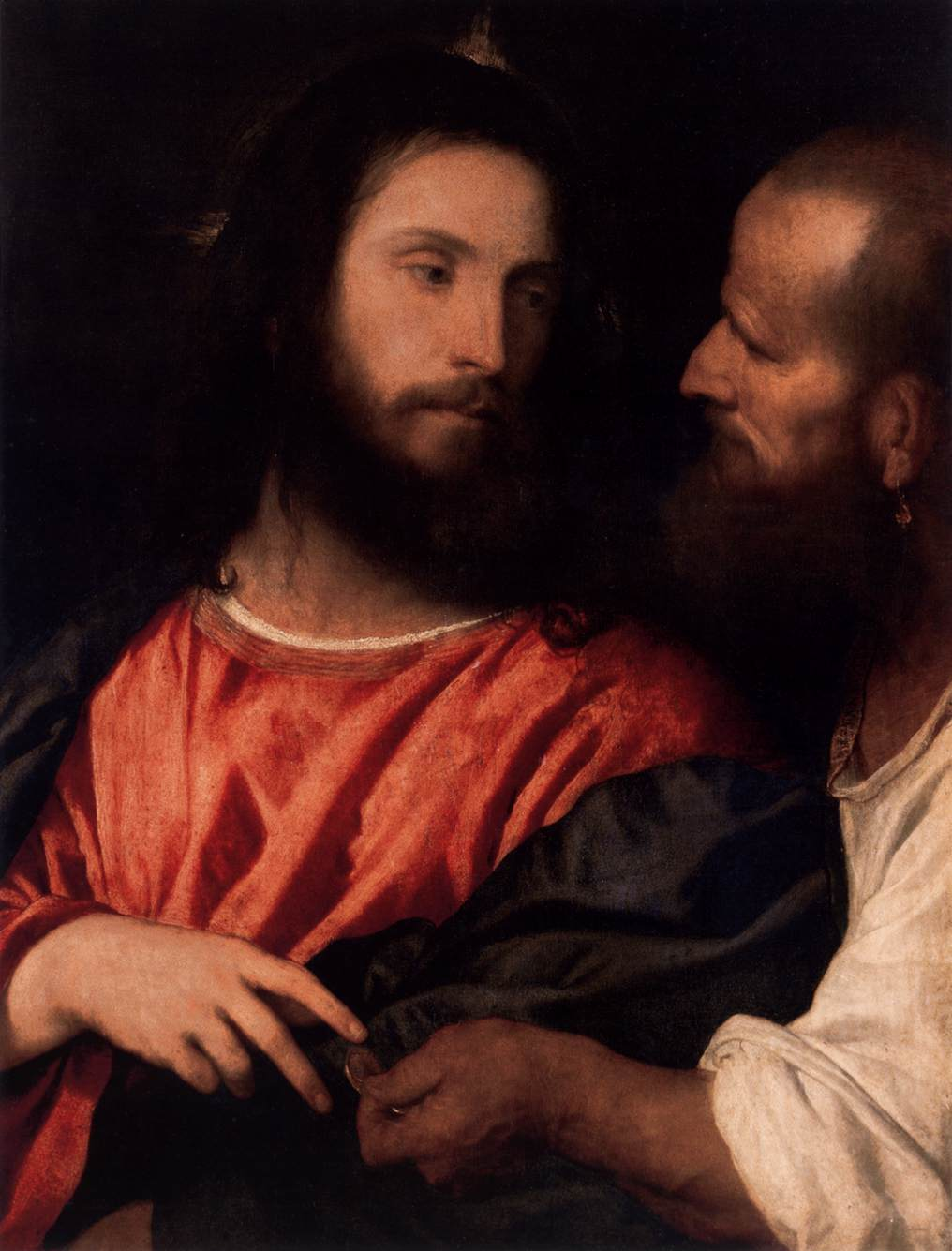
«Динарій кесаря», Тіціан (1516)

Кесареве кесареві, а Богові Боже, (церк.-слов. «...воздадите убо кесарева кесареви, и Божия Богови», грец. ἀπόδοτε οὖν τὰ Καίσαρος Καίσαρι καὶ τὰ τοῦ θεοῦ τῷ θεῷ, лат. quae sunt Caesaris, Caesari et, quae sunt Dei, Deo ) — новозавітна фраза, яка цитується зазвичай за апостолом Матвієм (Матв. 22:21).
Протягом двох тисячоліть фраза широко використовувалася для обґрунтування відносин між церковною та світською владою. Фраза стала предметом численних інтерпретацій та припущень в яких ситуаціях християнину повинно визнавати земну владу.

## Текст
Епізод із «динарієм кесаря» описаний у трьох книгах Євангелія і належить до періоду проповіді Ісуса Христа в Єрусалимі.
Молодого проповідника, що набирав популярності, спробували скомпрометувати фарисеї. Як би відчуваючи його мудрість, його запитали, чи потрібно сплачувати податки Цезарю? — болюче питання для підкореної римлянами провінції Юдеї. Відповідь «так» дискредитувала б Його перед патріотичними євреями, до того ж виявилася б богохульством — бо євреї вважали себе богообраною нацією. Відповідь «ні» можна було б розцінити як заклик до заколоту і використовувати його для звинувачення у повстанні (за що Ісуса врешті-решт і засудили).
| Євангеліє                | Цитата |
| ------------------------ | --- |
| Від Марка (Мк 12:13-17)  | І вони вислали деяких із фарисеїв та іродіянів до Нього, щоб зловити на слові Його. Ті ж прийшли та й говорять Йому: Учителю, знаємо ми, що Ти справедливий, і не зважаєш зовсім ні на кого, бо на людське обличчя не дивишся, а наставляєш на Божу дорогу правдиво. Чи годиться давати податок для кесаря, чи ні? Давати нам, чи не давати? А Ісус, знавши їх лицемірство, сказав їм: Чого ви Мене випробовуєте? Принесіть Мені гріш податковий, щоб бачити. І принесли вони. А Він каже до них: Чий це образ і напис? Ті ж Йому відказали: Кесарів. Ісус тоді каже в відповідь їм: Віддайте кесареве кесареві, а Богові Боже! І дивувалися з Нього вони...                      |
| Від Луки (Лк 20:20-26)   | І вони слідкували за Ним, і підіслали підглядачів, які праведних із себе вдавали, щоб зловити на слові Його, і Його видати урядові й владі намісника. І вони запитали Його та сказали: Учителю, знаємо ми, що Ти добре говориш і навчаєш, і не дивишся на обличчя, але наставляєш на Божу дорогу правдиво. Чи годиться давати податок для кесаря, чи ні?Знаючи ж їхню хитрість, сказав Він до них: Чого ви Мене випробовуєте? Покажіте динарія Мені. Чий образ і напис він має? Вони відказали: Кесарів. А Він їм відказав: Тож віддайте кесареве кесареві, а Богові Боже! І не могли вони перед людьми зловити на слові Його. І дивувались вони з Його відповіді, та й замовкли. |
| Від Матвія (Мф 22:15-22) | Тоді фарисеї пішли й умовлялись, як зловити на слові Його. І посилають до Нього своїх учнів із іродіянами, і кажуть: Учителю, знаємо ми, що Ти справедливий, і наставляєш на Божу дорогу правдиво, і не зважаєш ні на кого, бо на людське обличчя не дивишся Ти. Скажи ж нам, як здається Тобі: чи годиться давати податок для кесаря, чи ні? А Ісус, знавши їхнє лукавство, сказав: Чого ви, лицеміри, Мене випробовуєте?Покажіть Мені гріш податковий. І принесли динарія Йому. А Він каже до них: Чий це образ і напис? Ті відказують: Кесарів. Тоді каже Він їм: Тож віддайте кесареве кесареві, а Богові Боже. А почувши таке, вони диву далися. І, лишивши Його, відійшли.  |
| Від Івана                | Епізоду немає. |

## Обставини

### Монета
В оригінальному тексті вжито слово δηνάριον (dēnarion). Традиційно заведено вважати, що це був римський динарій із зображенням імператора, який тоді правив, — Тиберій. Серед нумізматів тим самим «динарієм кесаря» (tribute penny) заведено вважати монету із зображенням Тиберія.
Однак, існує припущення, що динарії не мали значного поширення в Юдеї того періоду, і насправді тою монетою могла бути антіохійська тетрадрахма (також з головою Тиберія та Августом на звороті). Інша версія — динарій Августа з Гаєм і Луцієм на обороті, також можливо це був денарій Гая Юлія Цезаря, Марка Антонія або Германіка — оскільки монети попередніх правителів також могли залишатися в обігу.

### Повстання
Дослідник Біблії У. Свортлі вказує, що податок, вказаний в Євангеліях, це конкретний податок — подушний, встановлений у 6 р. н. е. за результатами перепису Квірінія, проведеного незадовго до цього і викликала велике невдоволення серед юдеїв. Повстання тоді підняв Юда Галілеянин, воно було придушене, проте його рід та ідеї зберегли значення серед партії зелотів навіть через кілька десятиліть, в описуваний історичний момент.

## Пізні тлумачення
Для розвитку концепції також важливими були рядки апостола Павла (Римлян, 13:1-7): «Нехай кожна людина кориться вищій владі, бо немає влади, як не від Бога, і влади існуючі встановлені від Бога. Тому той, хто противиться владі, противиться Божій постанові; а ті, хто противиться, самі візьмуть осуд на себе. Бо володарі пострах не на добрі діла, а на злі. Хочеш не боятися влади? Роби добро, і матимеш похвалу від неї, бо володар Божий слуга, тобі на добро. А як чиниш ти зле, то бійся, бо недаремно він носить меча, він бо Божий слуга, месник у гніві злочинцеві! Тому треба коритися не тільки ради страху кари, але й ради сумління. Через це ви й податки даєте, бо вони служителі Божі, саме тим завжди зайняті. Тож віддайте належне усім: кому податок податок, кому мито мито, кому страх страх, кому честь честь.». Це тлумачилося так — християни зобов'язані коритися всій земній владі, оскільки вони були поставлені Богом і непокора їм прирівнюється до непокори Богові.

## У мистецтві
- Динарій кесаря (картина Тіціана)